# Béni Mered
Béni Mered ou Beni Marad (em árabe: بني مراد) é uma cidade e comuna localizada na província de Blida, Argélia. Segundo o censo de 2008, a população total da cidade era de 34 860 habitantes.